# Erina Mano
Erina Mano (jap. 真野 恵里菜, Mano Erina; * 11. April 1991 in der Präfektur Kanagawa, Japan) ist eine japanische Schauspielerin und Sängerin. Bekannt wurde sie unter dem Hello! Project, wo sie zuerst den Hello! Pro Eggs angehörte und 2008 als Solistin debütierte. Sie war ebenfalls Mitglied des Futsalteams Gatas Brilhantes H.P. und der dazugehörigen Musikgruppe Ongaku Gatas. Ihren Durchbruch als Schauspielerin hatte sie in der Rolle der Misaki Nadeshiko im Kamen-Rider-Universum.

## Biographie
Mano trat denn Eggs 2006 bei und wurde kurze Zeit später Mitglied bei den Gatas. Um als Solistin zu debütieren, verließ sie am 2. März 2008 Ongaku Gatas, am 29. März trat sie aus den Eggs aus. Ihre erste Single, Manopiano, veröffentlichte sie am 29. Juni 2008. Bis zu ihrem Major-Debüt am 18. März 2009 mit der Single Otome no Inori trat sie als Vorprogramm auf verschiedenen Konzerten andere Bands des Hello! Projects auf. Sie wurde bald berühmt dafür, dass sie während ihrer Auftritte selbst Keyboard spielte, während im restlichen Hello!-Project meist nur Hintergrundmusik vom Band gespielt wurde anstatt von einer Live-Band.
2011 erlangte sie größere Aufmerksamkeit durch ihre Rolle in einem Film der Kamen-Rider-Reihe. 2012 spielte sie im zweiten Teil des Films mit. Ihre Rolle, Misaki Nadeshiko, verhalf ihr auch zu Auftritten in verschiedenen Videospielen der Serie.
Mano verließ das Hello! Project am 23. Februar 2013. Seitdem ist sie weiterhin als Schauspielerin und als Werbegesicht für verschiedene Firmen aktiv.

## Privates
Seit 2016 ist Mano mit dem Fußballspieler Gaku Shibasaki liiert. Das Paar heiratete 2018. Seit der Hochzeit leben sie in Spanien.

## Diskografie

### Alben
| Jahr | Titel             | Höchstplatzierung, Gesamtwochen, AuszeichnungChartsChartplatzierungen (Jahr, Titel, Platzierungen, Wochen, Auszeichnungen, Anmerkungen) | Anmerkungen                                                            |
| Jahr | Titel             | JP | Anmerkungen                                                            |
| ---- | ----------------- | --- | ---------------------------------------------------------------------- |
| 2009 | Friends           | JP33 (2 Wo.)JP | Erstveröffentlichung: 16. Dezember 2009 Verkäufe JP: + 5.804           |
| 2010 | More Friends      | JP32 (2 Wo.)JP | Erstveröffentlichung: 24. November 2010 Verkäufe JP: + 4.984           |
| 2012 | More Friends Over | JP27 (2 Wo.)JP | Erstveröffentlichung: 28. März 2012 Verkäufe JP: + 3.845               |
| 2013 | Best Friends      | JP35 (3 Wo.)JP | Erstveröffentlichung: 6. Februar 2013 Verkäufe JP: + 4.604 Kompilation |

### Singles
| Jahr | Titel                                                               | Höchstplatzierung, Gesamtwochen, AuszeichnungChartsChartplatzierungen (Jahr, Titel, Platzierungen, Wochen, Auszeichnungen, Anmerkungen) | Anmerkungen                                                    |
| Jahr | Titel                                                               | JP | Anmerkungen                                                    |
| ---- | ------------------------------------------------------------------- | --- | -------------------------------------------------------------- |
| 2008 | Mano Piano (マノピアノ) –                                           | — | Erstveröffentlichung: 29. Juni 2008                            |
| 2008 | Lucky Aura (ラッキーオーラ) –                                       | — | Erstveröffentlichung: 30. Oktober 2008                         |
| 2008 | LaLaLa-SoSoSo (ラララ・ソソソ) –                                    | JP138 (1 Wo.)JP | Erstveröffentlichung: 15. Dezember 2008                        |
| 2009 | Otome no Inori (乙女の祈り) –                                       | JP5 (5 Wo.)JP | Erstveröffentlichung: 18. März 2009 Verkäufe JP: + 25.228      |
| 2009 | Hajimete no Keiken (はじめての経験) –                               | JP6 (3 Wo.)JP | Erstveröffentlichung: 20. Mai 2009 Verkäufe JP: + 24.721       |
| 2009 | Sekai wa Summer Party (世界は サマー・パーティ) –                   | JP10 (5 Wo.)JP | Erstveröffentlichung: 29. Juli 2009 Verkäufe JP: + 18.647      |
| 2009 | Kono Mune no Tokimeki o (この胸のときめきを) –                      | JP7 (4 Wo.)JP | Erstveröffentlichung: 30. September 2009 Verkäufe JP: + 16.568 |
| 2009 | Love & Peace = Paradise –                                           | JP12 (2 Wo.)JP | Erstveröffentlichung: 25. November 2009 Verkäufe JP: + 15.278  |
| 2010 | Haru no Arashi (春の嵐) –                                           | JP10 (2 Wo.)JP | Erstveröffentlichung: 24. Februar 2010 Verkäufe JP: + 15.392   |
| 2010 | Onegai Dakara… (お願いだから…) –                                    | JP10 (3 Wo.)JP | Erstveröffentlichung: 12. Mai 2010 Verkäufe JP: + 13.982       |
| 2010 | Genkimono de Ikou! (元気者で行こう!) –                              | JP7 (3 Wo.)JP | Erstveröffentlichung: 15. September 2010 Verkäufe JP: + 15.774 |
| 2011 | Seishun no Serenade (青春のセレナーデ) –                            | JP13 (3 Wo.)JP | Erstveröffentlichung: 26. Januar 2011 Verkäufe JP: + 13.265    |
| 2011 | My Days for You –                                                   | JP10 (3 Wo.)JP | Erstveröffentlichung: 29. Juni 2011 Verkäufe JP: + 12.622      |
| 2012 | Doki Doki Baby / Tasogare Kōsaten (ドキドキベイビー / 黄昏交差点) – | JP9 (3 Wo.)JP | Erstveröffentlichung: 22. Februar 2012 Verkäufe JP: + 14.305   |
| 2012 | Song for the Date –                                                 | JP7 (2 Wo.)JP | Erstveröffentlichung: 27. Juni 2012 Verkäufe JP: + 12.997      |
| 2012 | Next My Self –                                                      | JP8 (3 Wo.)JP | Erstveröffentlichung: 12. Dezember 2012 Verkäufe JP: + 19.988  |

## Filmografie

### Doramas (Auswahl)
- 2010: Hanbun Esper (半分エスパー)
- 2012: Suugaku♥Joshi Gakuen
- 2012: Darling wa 70sai Okusama wa 18sai (ダーリンは７０歳　奥様は１８歳)
- 2013: Minna! Esper da yo! (みんな！エスパーだよ！)
- 2013: Nijushi no Hitomi (二十四の瞳)
- 2014: SHARK
- 2014: Mama ga Ikita Akashi (ママが生きた証)
- 2015: Kumokiri Nizaemon (雲霧仁左衛門)
- 2015: Happy Retirement (ハッピー・リタイアメント)
- 2016: Kenji Akudama (検事・悪玉)
- 2016: Kenji no Honkai (検事の本懐)
- 2017: Kono Yo ni Tayasui Shigoto wa nai (この世にたやすい仕事はない)
- 2017: Shiroi Keiji (白い刑事)

### Filme (Auswahl)
- 2011: Kamen Rider x Kamen Rider Fourze & OOO MOVIE Taisen MEGAMAX (仮面ライダー×仮面ライダー フォーゼ＆オーズMOVIE大戦 MEGAMAX)
- 2012: Waga Haha no ki (わが母の記; internationaler Titel: Chronicle of My Mother)
- 2012: Kamen Rider x Kamen Rider Wizard & Fourze MOVIE Taisen Ultimatum (仮面ライダー×仮面ライダー ウィザード&フォーゼ MOVIE大戦アルティメイタム)
- 2014–2015: THE NEXT GENERATION -PATLABOR- (Kurzfilm-Serie)
- 2015: THE NEXT GENERATION -PATLABOR- (Theaterfilm)
- 2015: Real Onigokko (リアル鬼ごっこ; internationaler Titel: Tag)
- 2015: Eiga Minna! Esper da yo! (映画 みんな!エスパーだよ!)
- 2017: Kimi to 100 Kaime no Koi (君と100回目の恋; internationaler Titel: The 100th Love with You)
- 2018: Sakamichi no Apollon (坂道のアポロン; internationaler Titel: Kids on the Slope)
- 2018: Funouhan (不能犯; internationaler Titel: Impossibility Defense)
- 2018: Ao no Kaerimichi (青の帰り道; internationaler Titel: We Are)
- 2018: BLEACH

### Videospiele
- 2014: Super Hero Generation (スーパーヒーロージェネレーション)
- 2015: Kamen Rider Storm Heroes (仮面ライダー ストームヒーローズ)
- 2015: Dissidia Final Fantasy (ディシディア ファイナルファンタジー)
- 2016: All Kamen Rider: Rider Revolution (オール仮面ライダー ライダーレボリューション)
- 2018: Dissidia Final Fantasy NT (ディシディア ファイナルファンタジー NT)